# Ulvkälla
Ulvkälla ist ein Ort (Tätort) in der historischen Provinz Härjedalen und der Provinz Jämtlands län. Der Ort ist ein Vorort von Sveg, dem Hauptort der Gemeinde Härjedalen, auf der südlichen Flussseite des Ljusnan.
Ulvkälla ist durch zwei Brücken mit Sveg verbunden: einerseits über die Europastraße 45, andererseits über die Mankellbron – eine kombinierte Schienen-Straßen-Brücke für den Länsväg Z 504.02 und die Inlandsbahn. Zu Ulvkälla gehören der Haltepunkt Bäckedal der Inlandsbahn und Bäckedals Volkshochschule. 2020 leben in dem Ort 390 Personen – die Einwohnerzahl bewegt sich schon seit 1970 zwischen etwa 400 und 500.

## Bildergalerie

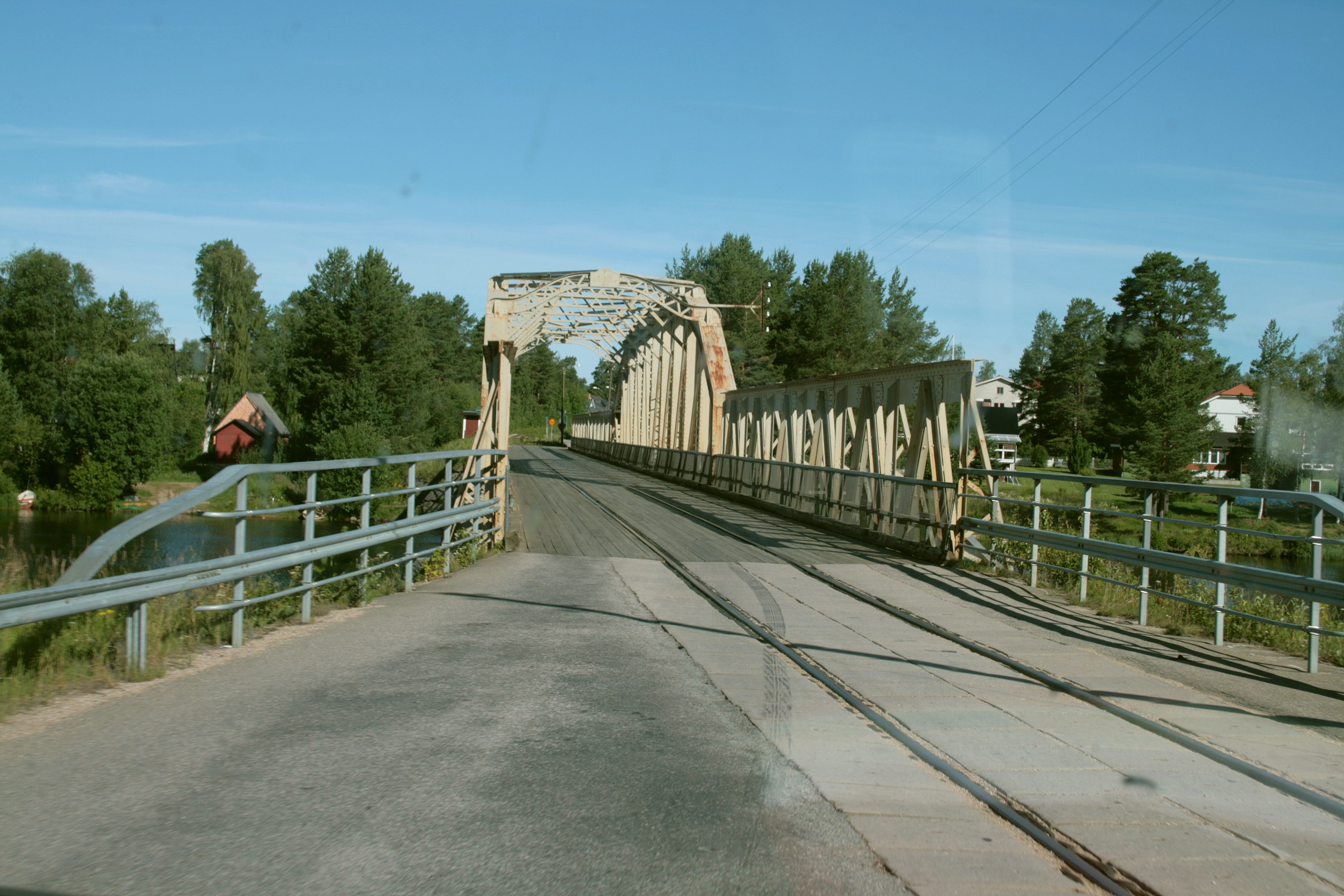
Mankellbron Blickrichtung nach Sveg (2008)